# Coupe d'Asie féminine de football des moins de 17 ans
La Coupe d'Asie féminine de football des moins de 17 ans (appelée Championnat d'Asie de football féminin des moins de 16 ans (AFC U-16 Women's Championship en anglais) jusqu'à l'édition 2019 incluse) est une compétition continentale organisée en Asie par la Confédération asiatique de football (AFC) et opposant les sélections de football féminin des moins de 17 ans.
Le championnat est disputé tous les deux ans depuis 2005. La compétition sert également de tournoi qualificatif pour désigner les équipes asiatiques participant à la Coupe du monde de football féminin des moins de 17 ans.

## Palmarès
| Édition | Année | Vainqueurs                                   |
| ------- | ----- | -------------------------------------------- |
| 1e      | 2005  | Japon                                        |
| 2e      | 2007  | Corée du Nord                                |
| 3e      | 2009  | Corée du Sud                                 |
| 4e      | 2011  | Japon                                        |
| 5e      | 2013  | Japon                                        |
| 6e      | 2015  | Corée du Nord                                |
| 7e      | 2017  | Corée du Nord                                |
| 8e      | 2019  | Japon                                        |
| -       | 2022  | Annulée en raison de la pandémie de Covid-19 |
| 9e      | 2024  | Corée du Nord                                |